# Weihergraben (Zipser Mühlbach)
Der Weihergraben ist ein etwa vier km langer, rechter Zufluss des Zipser Mühlbaches in Oberfranken.

## Geographie

### Verlauf
Der Weihergraben entsteht als Abfluss des Craimoosweihers, eines unter Naturschutz stehenden kleinen Sees auf der Wasserscheide von Rotem Main und Pegnitz. Kurz darauf wird er  vom Heroldsgraben verstärkt. Der Weihergraben passiert die Ortschaft Schnabelwaid und fließt dann nach Süden durch ein flaches Tal, parallel zur B 2/B 85. Ab dem Zufluss des Viehtriebsgrabens trägt er die Bezeichnung Wollnersbach. Der Wollnersbach mündet westlich von Zips in den Zipser Mühlbach.

### Zuflüsse
Die Zuflüsse werden bachabwärts mit orographischer Richtungsangabe aufgeführt:
- Heroldsgraben (links)
- Bärenwinkelgraben (rechts)
- Böhmersreuthgraben (links)
- Viehtriebgraben (links)
- Witzmainbach (links)

### Flusssystem Fichtenohe
- Liste der Fließgewässer im Flusssystem Fichtenohe